# EURid
A EURid é a associação sem fins lucrativos seleccionada pela Comissão Europeia para gerir o novo domínio de topo (TLD) .eu, com sede em Diegem, na Bélgica, e três delegações regionais em Pisa, Praga e Estocolmo.
A EURid oferece apoio ao cliente na maioria das línguas da União Europeia.
Existem actualmente mais de 2,88 milhões de nomes de domínio .eu registados (dados de 26 de Agosto de 2008).